# Helena Jurišić
Helena Jurišić hrvatska je boksačica koja se bavi tajlandskim boksom (Muay thai) i kickboksom.
Godine 2016. osvojila europsko WAKO zlato u low kicku.
Godine 2017. osvojila zlato u low kicku na Svjetskom prvenstvu u Budimpešti.
Godine 2018. na Svjetskom muay thai prvenstvu u meksičkom Cancúnu osvojila je zlatnu medalju. Iduće godine osvojila je broncu medalju na Svjetskom muay thai prvenstvu u Bangkoku, a dvije godine kasnije u istom gradu zlatnu medalju.